# Prosopocera hologrisea
Prosopocera hologrisea är en skalbaggsart som beskrevs av Stefan von Breuning 1953. Prosopocera hologrisea ingår i släktet Prosopocera och familjen långhorningar. Inga underarter finns listade i Catalogue of Life.